# Bulbophyllum adolphii
Bulbophyllum adolphii är en orkidéart som beskrevs av Rudolf Schlechter. Bulbophyllum adolphii ingår i släktet Bulbophyllum och familjen orkidéer. Inga underarter finns listade i Catalogue of Life.